# محمد عزيز (مغني أفلام)
محمد عزيز (بالهندية: मुहम्मद अज़ीज़؛ بالإنجليزية: Mohammed Aziz) هو مغني أفلام هندي، ولد في 2 يوليو 1954 في كلكتا في الهند، وتوفي في 27 نوفمبر 2018 في مومباي في الهند.

## وصلات خارجية
- محمد عزيز على موقع IMDb (الإنجليزية)
- محمد عزيز على موقع ميوزك برينز (الإنجليزية)